# Lotte World Tower
A Lotte World Tower (koreaiul: 롯데월드타워) egy 123 emeletes, 555 méteres szupermagas felhőkarcoló, amely a dél-koreai főváros, Szöul Szongpha-ku kerületében található. A világ hatodik legmagasabb épülete, az OECD-országok legmagasabb épülete, és egyben az első olyan dél-koreai épület, amely 100 emeletnél magasabb.
A 2016-os befejezésekor a világ negyedik legmagasabb épülete volt. 2017. április 3-án nyitotta meg kapuit a nagyközönség előtt. A torony közvetlenül a híres Lotte World vidámpark mellett található, és a Lotte Property & Development hatalmas épületkomplexumának része.

## Története
A torony 13 évnyi tervezés és előkészítés után 2010 novemberében kapta meg a kormánytól a végső engedélyt az építkezés megkezdésére, és 2012 márciusában az építkezés helyszínén megkezdődtek az első földmunkálatok, a cölöpök leverése, és az alap építése.
2014-ben a Lotte szeptember második hetében 10 napos előzetes bejárást tartott, szakértőkkel diagnosztizáltatta az épület statikai biztonságát, és előzetes túrákat kínált a nagyközönségnek, ami általában kedvező fogadtatásra talált, bár többen rámutattak, hogy a Lotte akciója csupán reklámfogás volt az épület számára. Az akkoriban épülő épület negatív kritikákat kapott, mivel veszélyes és rosszul megépített volt, de a Lotte Engineering & Construction kijavíttatta a felmerült problémákat. 2016-ban már pozitív kritikákat kapott, mivel biztonságosnak és jól megtervezettnek, valamint földrengésállónak bizonyult.
2015. december 31-én a még épülő torony homlokzati LED-pixelei a „2016” számot jelenítették meg.
2016. március 17-én, a külső építkezés utolsó fázisa előtt elkészült a diagrid vázas tetőszerkezet. A tetőszerkezetet egyenként 12 méteres és 20 tonna súlyú acél elemekből építették, amelyek 6 cm vastagságú hajlított fémlemezekből álltak. Maga a toronycsúcs szerkezete 120 méter magas, és a 107-123. emeleteket fedi le. Építéséhez mintegy 3000 tonna acélalkatrészt, egy nagy pontosságú 64 tonnás toronydarut és GPS-vezérlésű rendszereket, valamint különlegesen képzett hegesztő szakembereket használtak fel. A tetőszerkezetet úgy tervezték, hogy megerősítő pillérek nélkül is megtartsa a saját súlyát, valamint kibírja a Richter-skála szerinti 9-es erősségű földrengést és a 80 m/s-os széllökéseket is.
2017. április 3-án látványos tűzijátékot rendeztek a torony hivatalos megnyitójának megünneplésére. 2018. január 1-jén a Lotte az újév és a 2018-as pjongcsangi téli olimpia alkalmából hét percen keresztül LED- és lézershow-val kiegészített tűzijátékot tartott.

## Jellemzői
A torony kialakítása modern esztétikát ötvöz a koreai kerámia, porcelán és kalligráfia által inspirált formákkal. A szerkezet tetejétől az aljáig húzódó nyílás a város régi központja felé mutat. A formák eleganciája volt az egyik elsődleges cél, az érdekeltek azon vágya nyomán, hogy egy gyönyörű emlékművel ajándékozzák meg a főváros látképét. A külső anyagok világos tónusú ezüstszínű üvegből készültek, amelyet fehér festett fém filigránja hangsúlyoz ki.
A különböző belső programterek kialakításánál a hagyományos koreai művészeti formákból merítettek ihletet, így a Lotte World Tower karcsú, kúpos formája kiemelkedik Szöul sziklás, hegyvidéki domborzatából. A toronyba többféle funkciót terveztek, mint amennyit egy magas épületben általában találni lehet. Többek között kiskereskedelmi elemeket, irodákat, galériákat, egy 7 csillagos luxusszállodát és egy irodaházat tartalmaz. A dél-koreai ingatlanoknál gyakori irodaházak stúdió-apartman stílusú szállást kínálnak az épületben dolgozó emberek számára, és gyakran rendelkeznek bizonyos, szállodákban megtalálható szolgáltatásokkal, például bútorokkal, biztonsági ellenőrzéssel és tornateremmel. Az épület legfelső 10 emeletét széles körű közösségi használatra és szórakozási lehetőségekre szánták, beleértve egy kilátóteraszt és egy tetőtéri kávézót.
A Lotte World Tower kettéágazó tetőszerkezete között egy „Sky Bridge” nevű függőhíd található 541 méteres magasságban, ami a New York-i One World Trade Center, az Egyesült Államok legmagasabb épületének teljes magasságával egyezik meg.

## Galéria

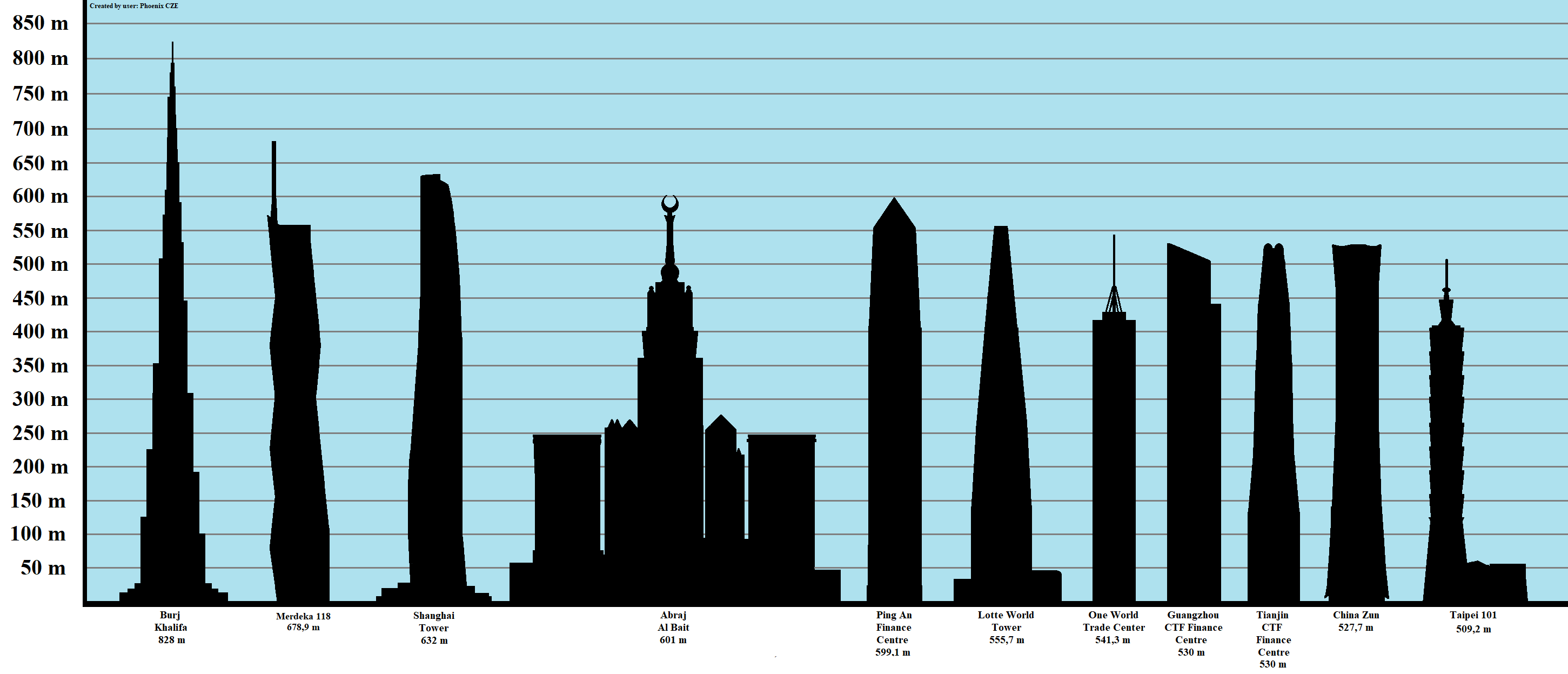
Összehasonlítása a világ legmagasabb épületeivel
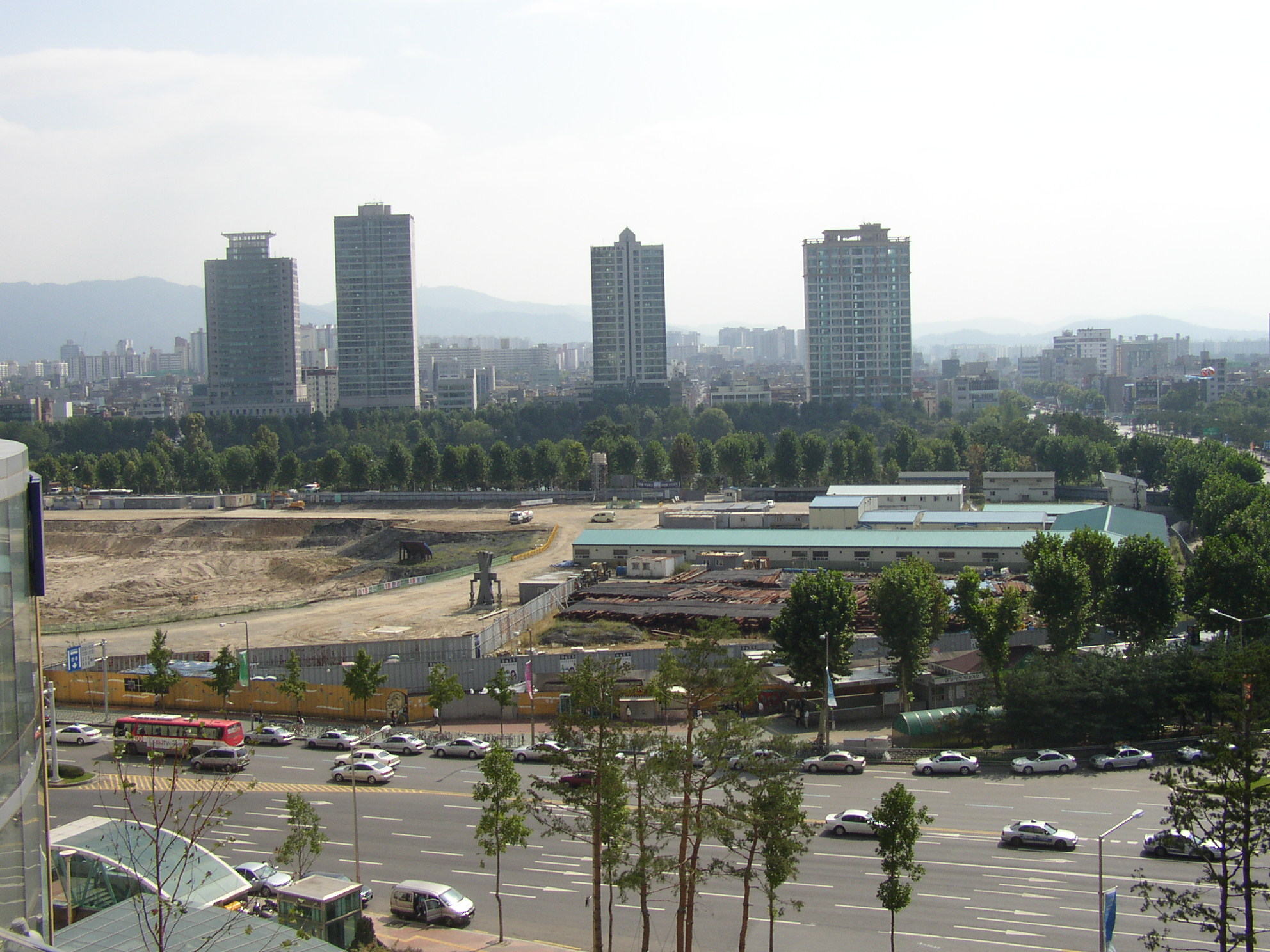
A torony építkezése 2007 októberében
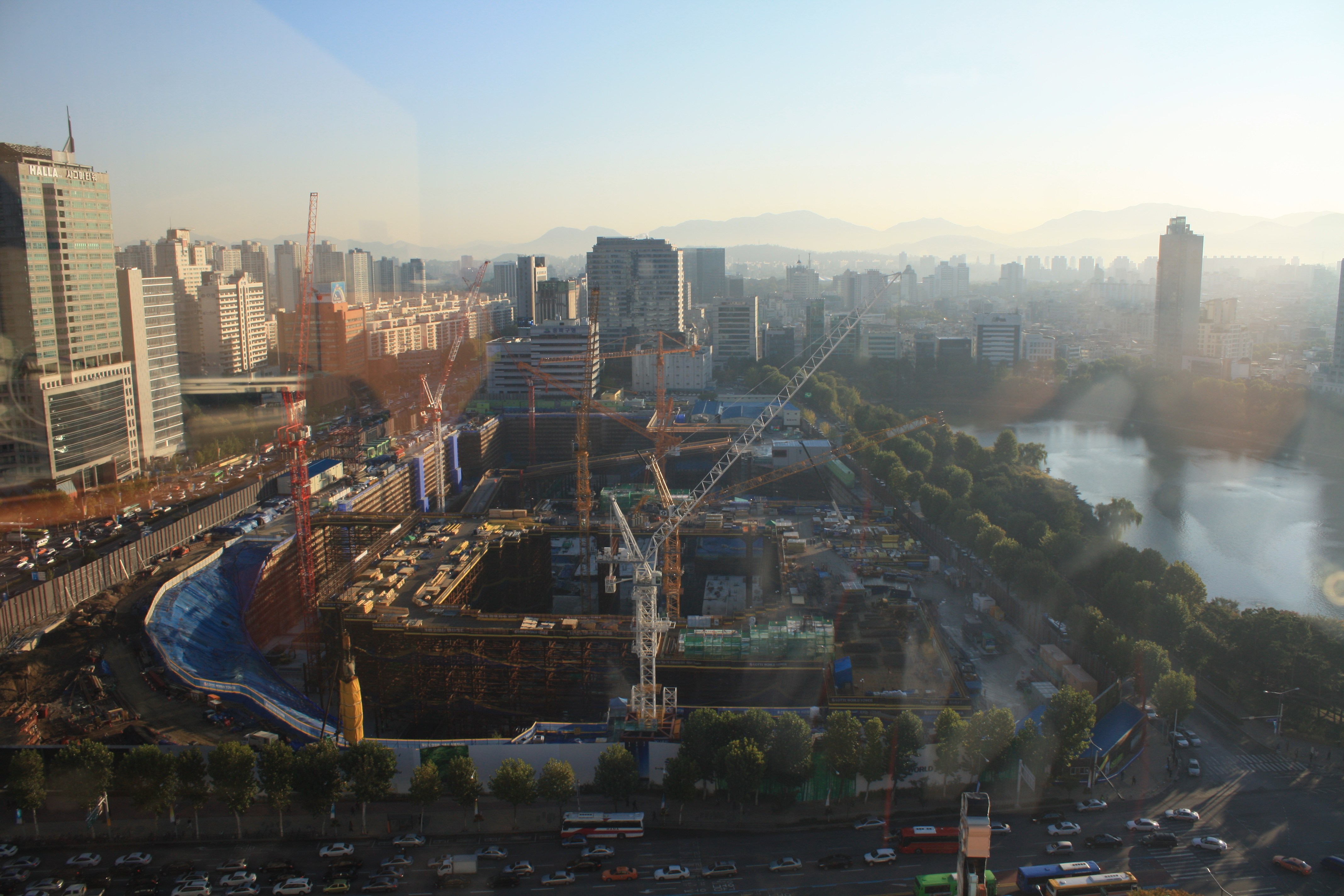
2011-ben
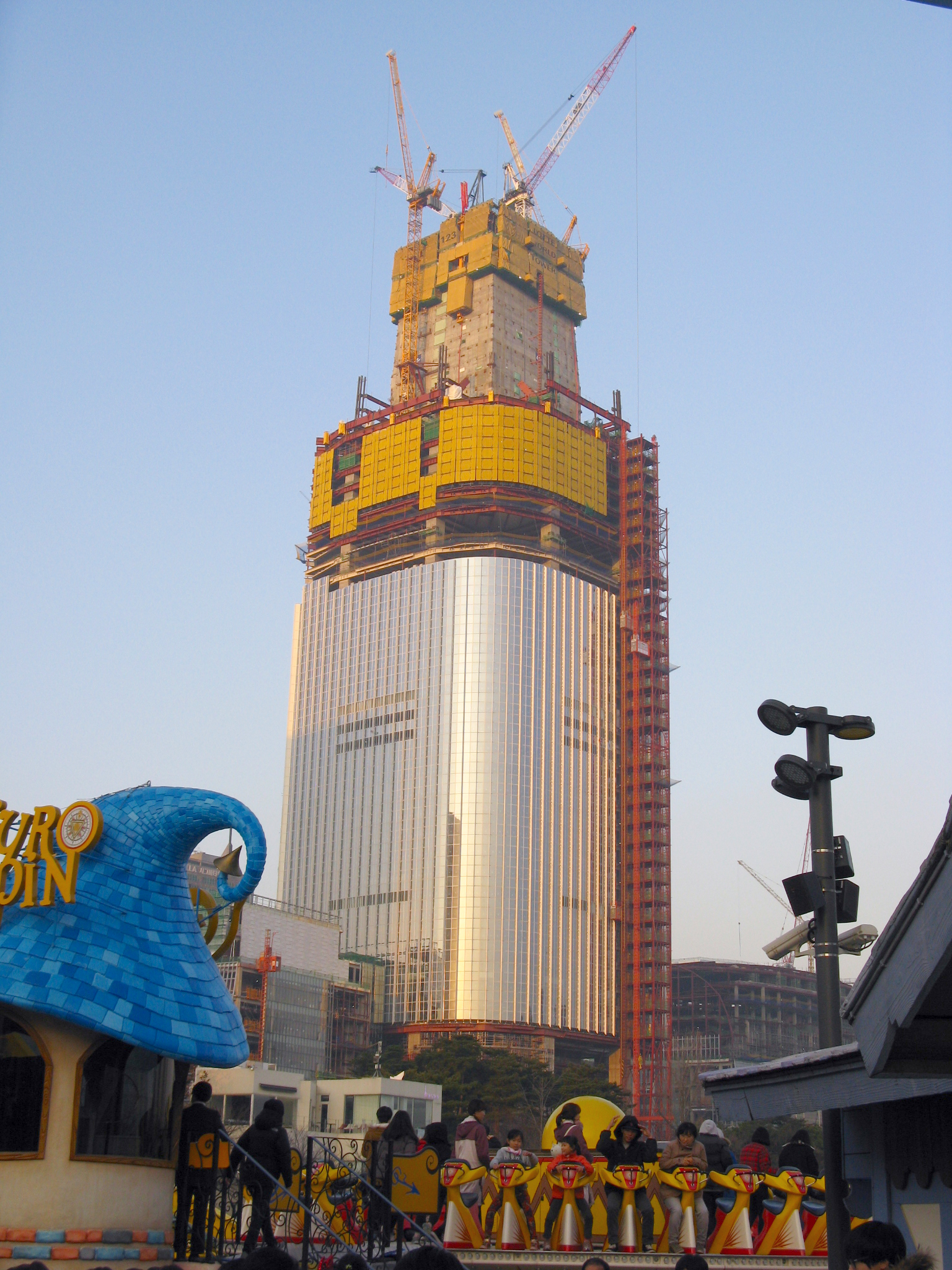
2013-ban
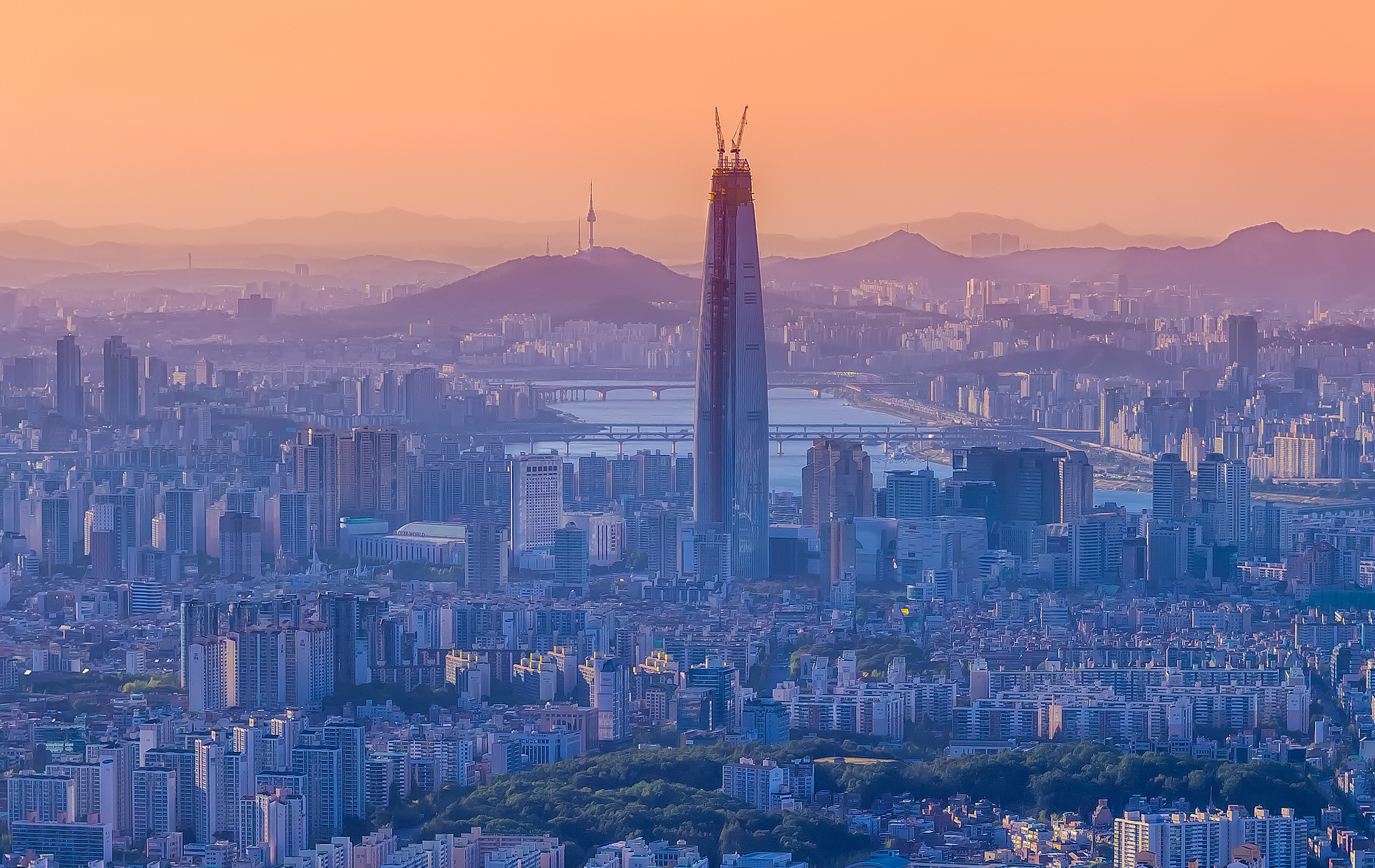
2015-ben
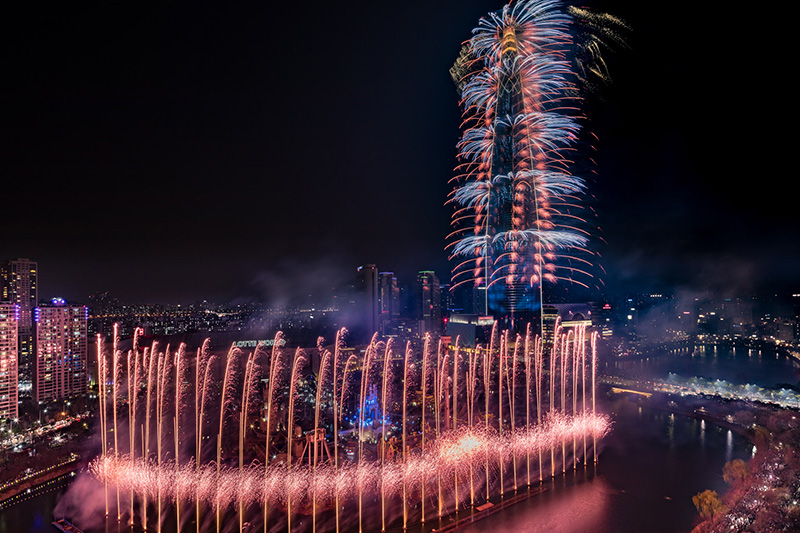
A megnyitóünnepség 2017-ben
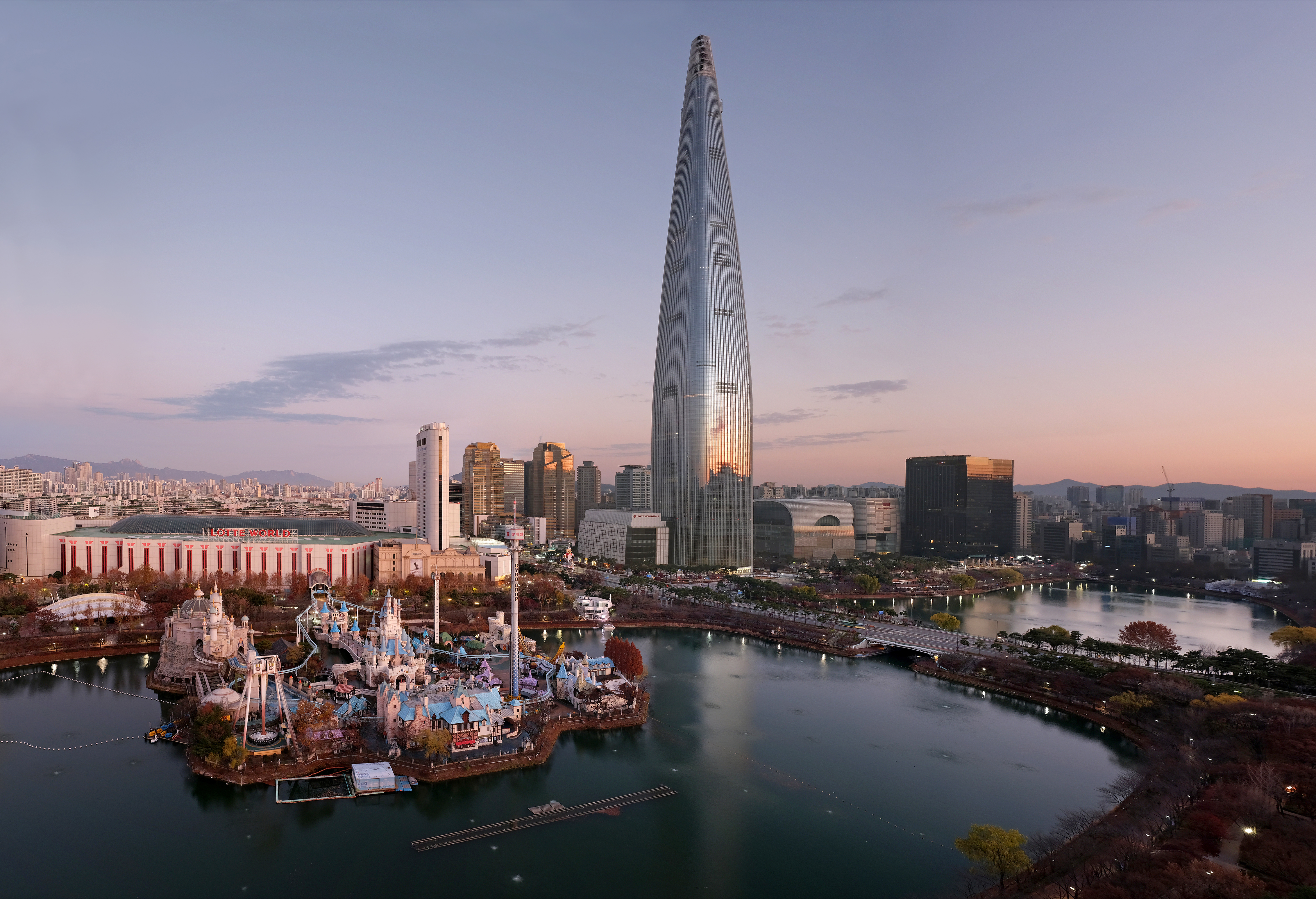
A Lotte World vidámpark szomszédságában
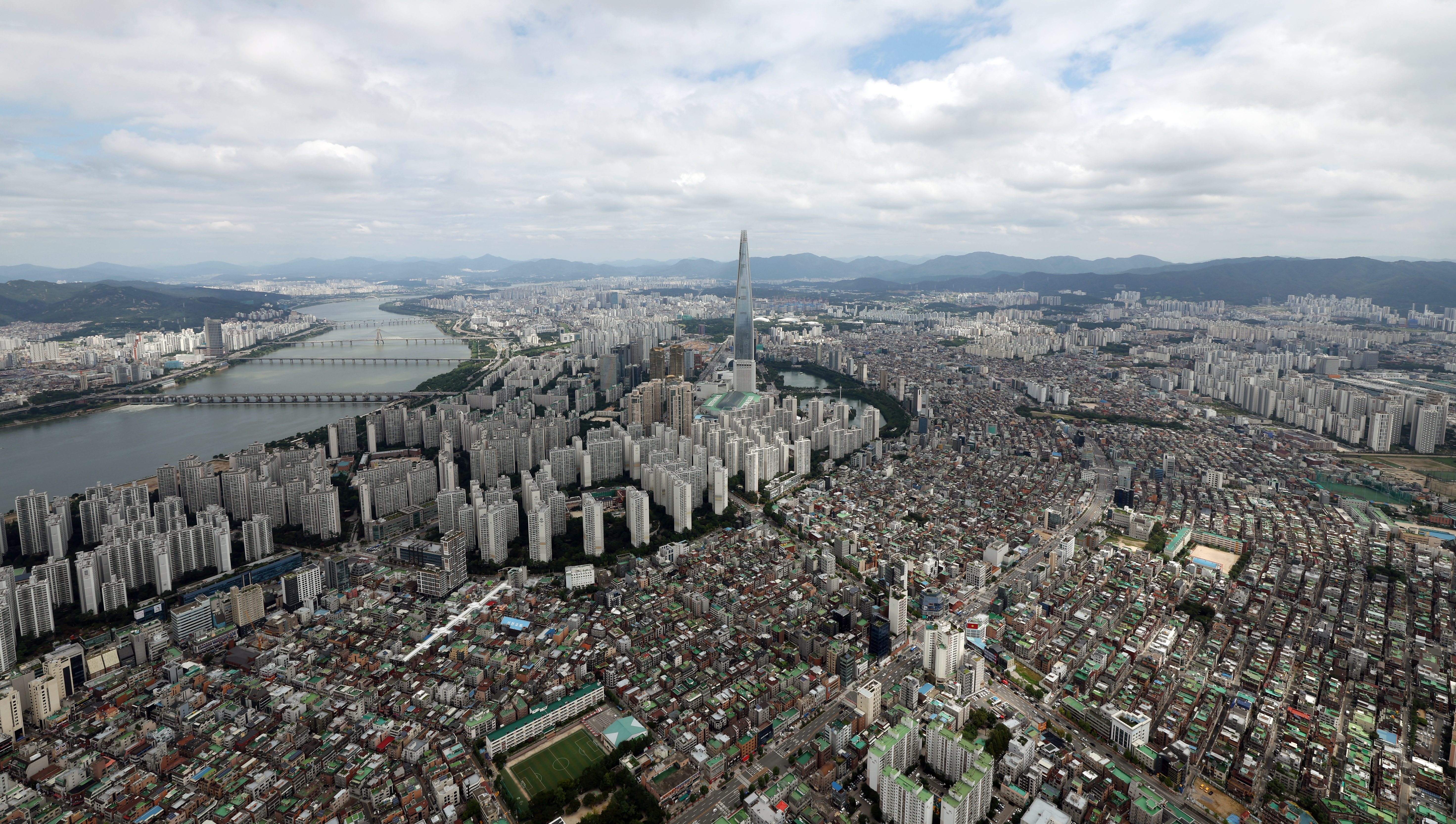
A torony látképe Szöulon belül

## Fordítás
- Ez a szócikk részben vagy egészben  a   Lotte World Tower című angol Wikipédia-szócikk ezen változatának fordításán alapul.  Az eredeti cikk szerkesztőit annak laptörténete sorolja fel. Ez a jelzés csupán a megfogalmazás eredetét és a szerzői jogokat jelzi, nem szolgál a cikkben szereplő információk forrásmegjelöléseként.